# Мюллер, Петер Пауль
Петер Пауль Мюллер (нем. Peter Paul Müller; 1 февраля 1853, Берлин — 7 сентября 1930, Гаутинг, Бавария) — немецкий художник-пейзажист.

## Биография
Родился в 1853 году в в Берлине. Учился живописи сперва в Веймарской художественной школе под руководством Карла Гуссова и Теодора Хагена, а с 1876 года — в Королевской академии художеств в Мюнхене.
В 1879 году окончил Академию и поселился в Гаутинге, поблизости от Мюнхена. Писал пейзажи, в поисках натуры для которых, в частности, посетил Алжир и Польшу. Кроме того, с образовательными целями совершил поездку в Италию.
Являлся членом Мюнхенской корпорации художников и Художественной группы Луитпольда. Получал престижные заказы от представителей баварской аристократии. Выставлял свои работы, в частности, в Мюнхенском стеклянном дворце. 
Скончался в 1930 году в Гаутинге (по другим данным, в 1915 году в Мюнхене).   
Во время пожара Стеклянного дворца в Мюнхене (1931) были утрачены 22 его произведения. 

## Галерея

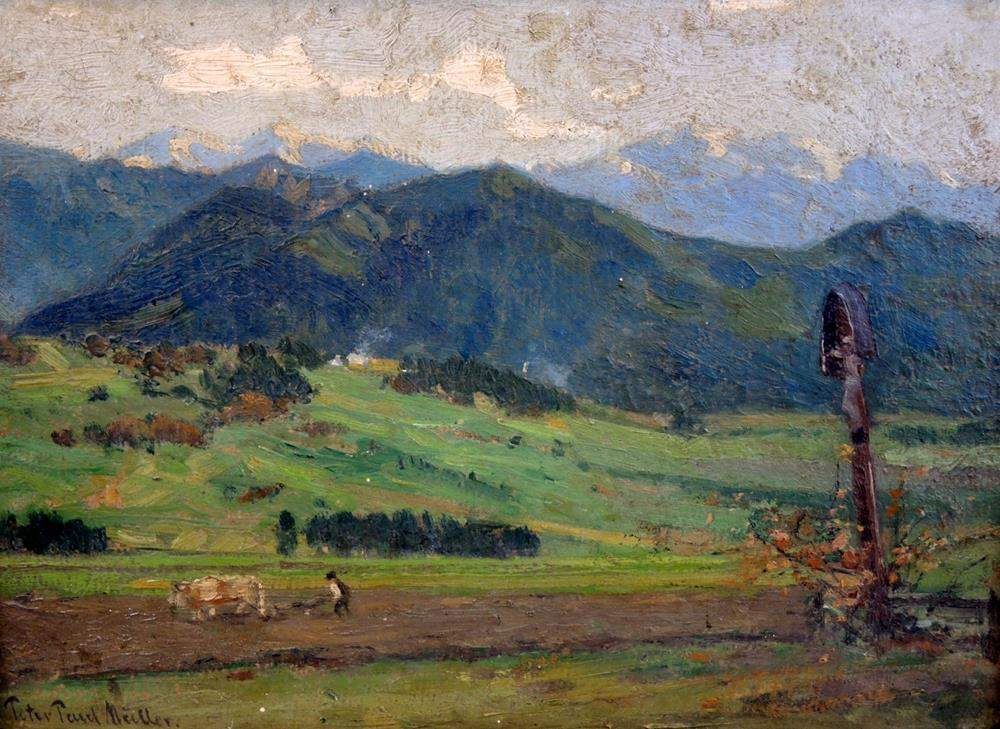
Вид альпийских предгорий (пейзаж с придорожным Распятием и крестьянином, пашущим поле)
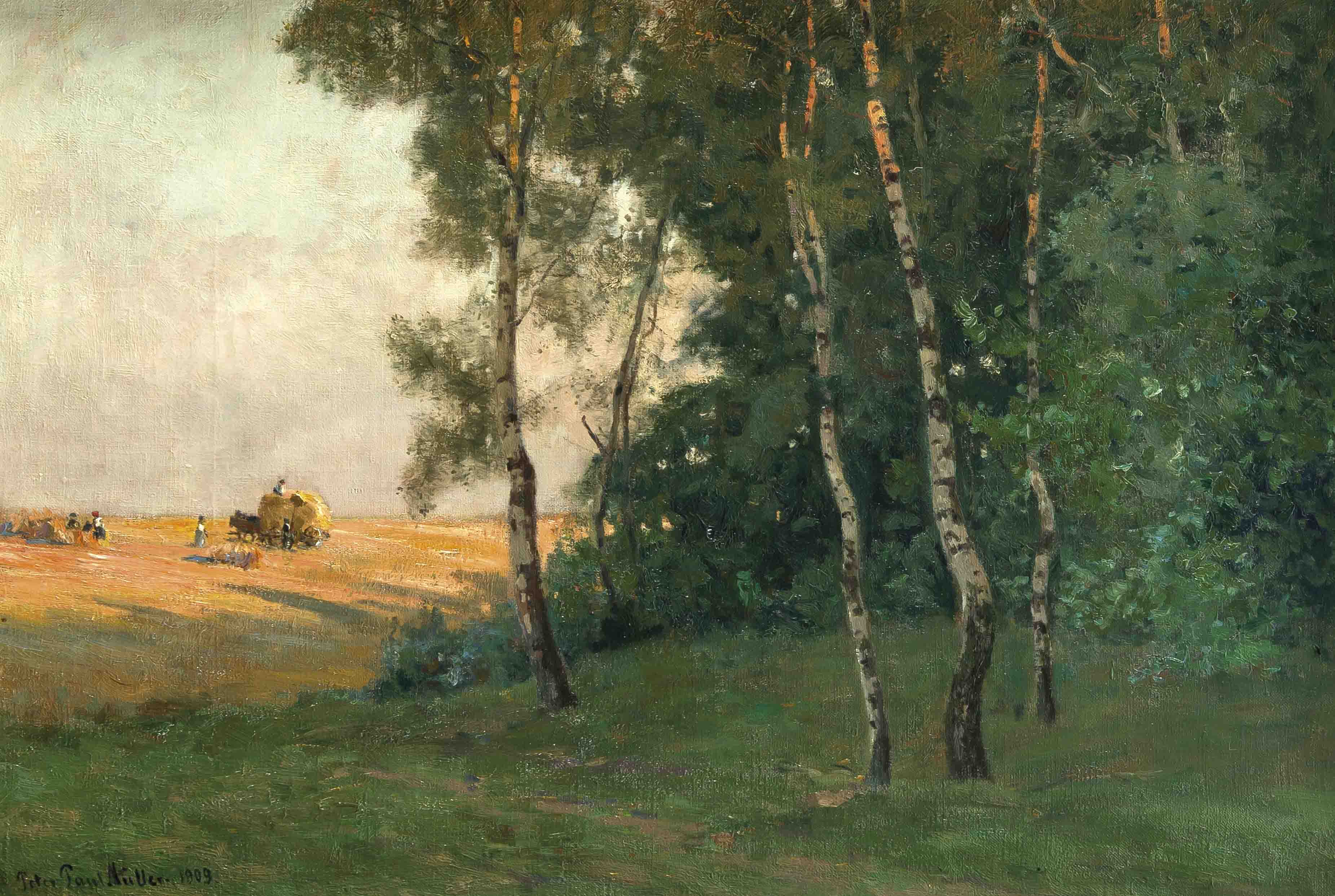
Сенокос на опушке леса в вечернем освещении
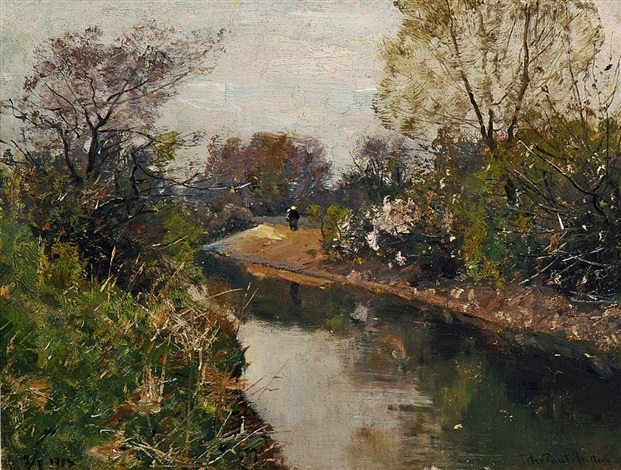
Весна на речных берегах
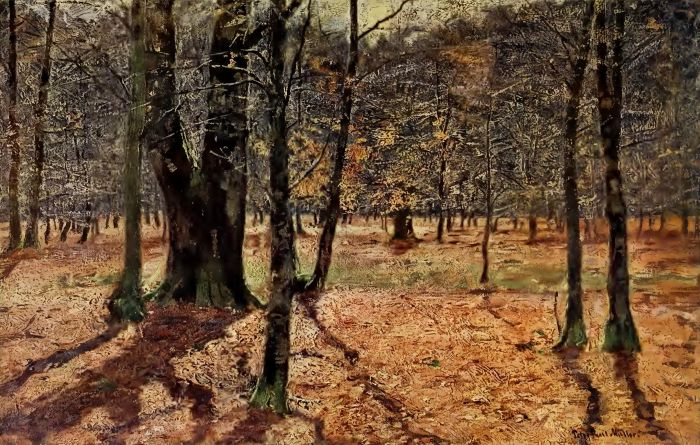
Лесной пейзаж
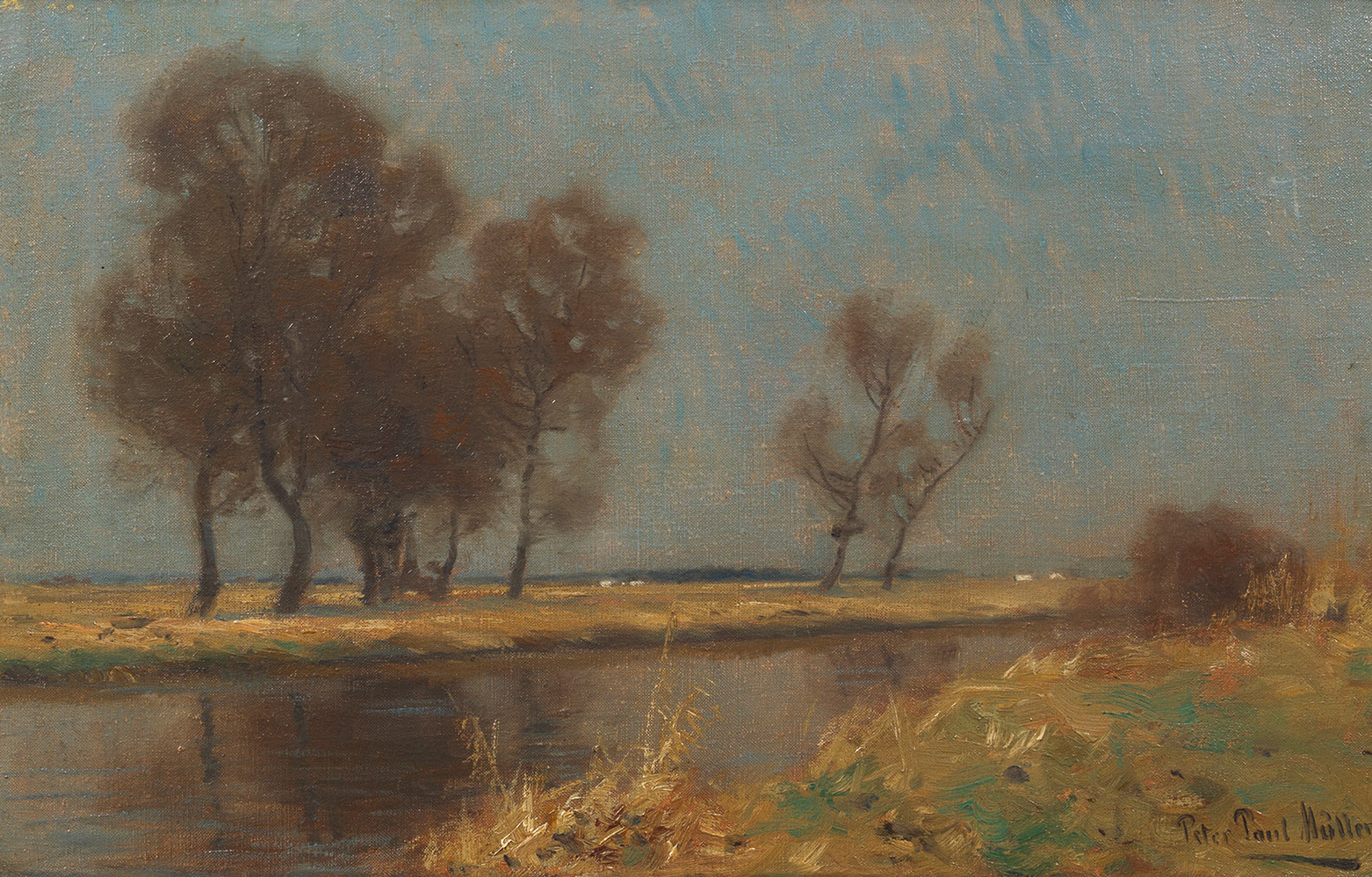
Пейзаж с рекой